# ハルシャギク
ハルシャギク（波斯菊、春車菊、学名: Coreopsis tinctoria）は、キク科ハルシャギク属の一年草。北アメリカ原産で、観賞用植物。
和名の由来となっている「ハルシャ（波斯）」はペルシャの訛。別名はジャノメソウ（蛇目草）、クジャクソウ（孔雀草）。

## 特徴
高さは50センチメートル以上になる。葉は2回羽状複葉で、枝分かれがしやすい。
花期は春〜初夏。花柄が長く、コスモスに似た花を多くつける。中心が濃紅色で、周辺は黄色の蛇の目模様であり、別名のジャノメソウ（蛇目草）の由来となっている。

## 分布
北アメリカ原産。日本では、明治時代初頭に来たとされる帰化植物。

## ハルシャギク属
ハルシャギク属（ハルシャギクぞく、学名: Coreopsis）。
- キンケイギク Coreopsis basalis
- ホソバハルシャギク Coreopsis grandiflora
- オオキンケイギク Coreopsis lanceolata
- ハマベハルシャギク Coreopsis maritima
- ハルシャギク Coreopsis tinctoria
- イトバハルシャギク Coreopsis verticillata

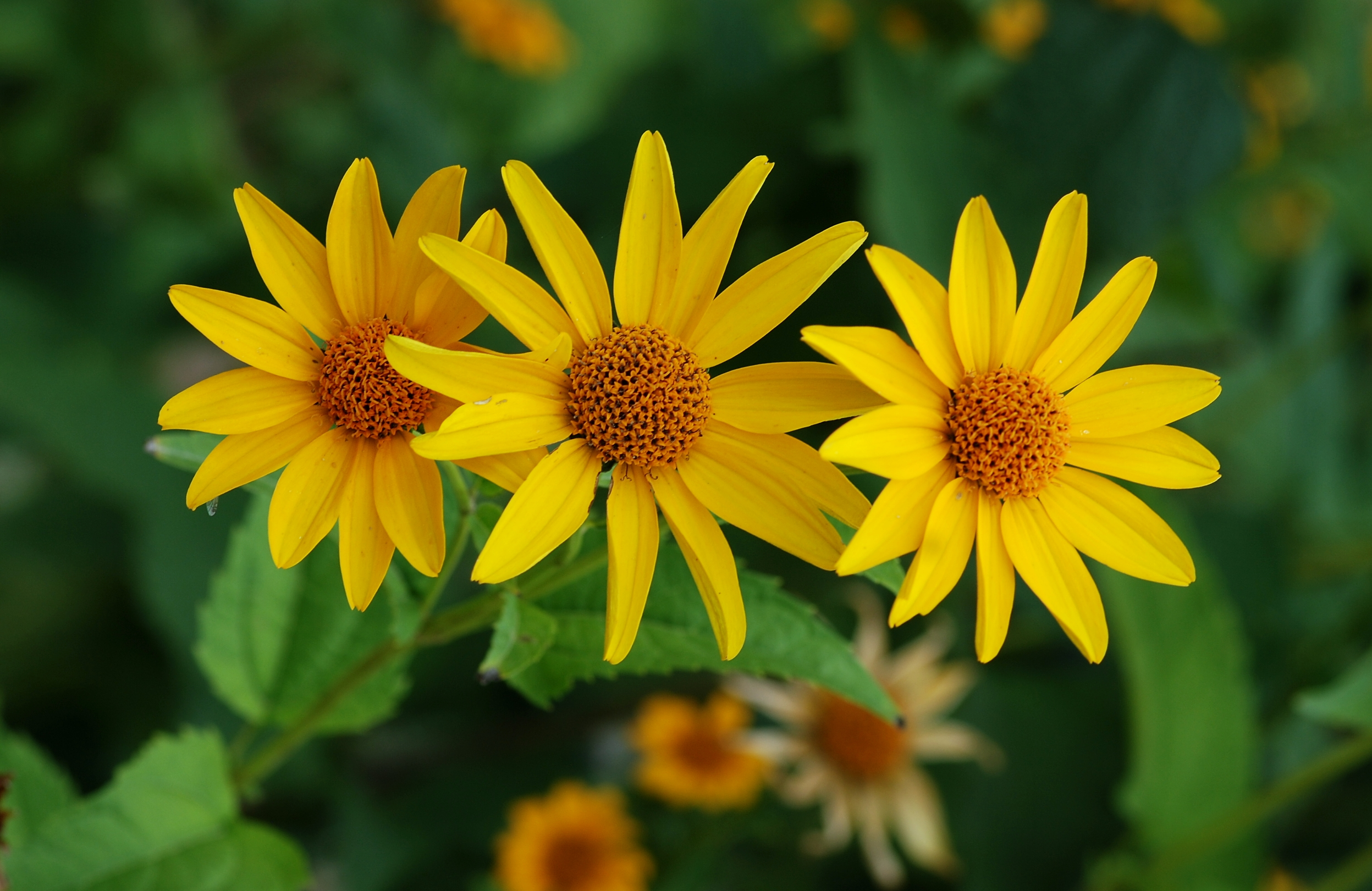
ホソバハルシャギク
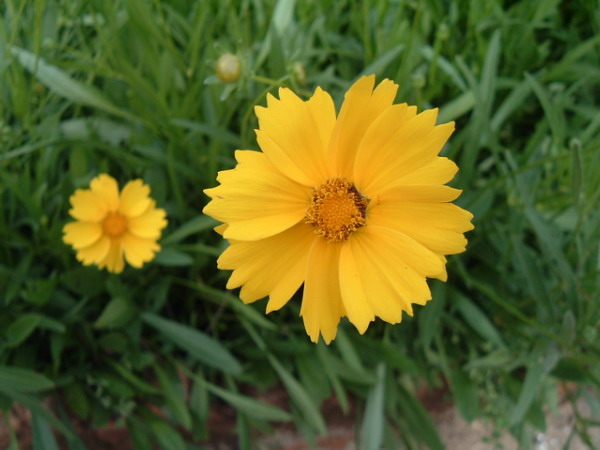
オオキンケイギク
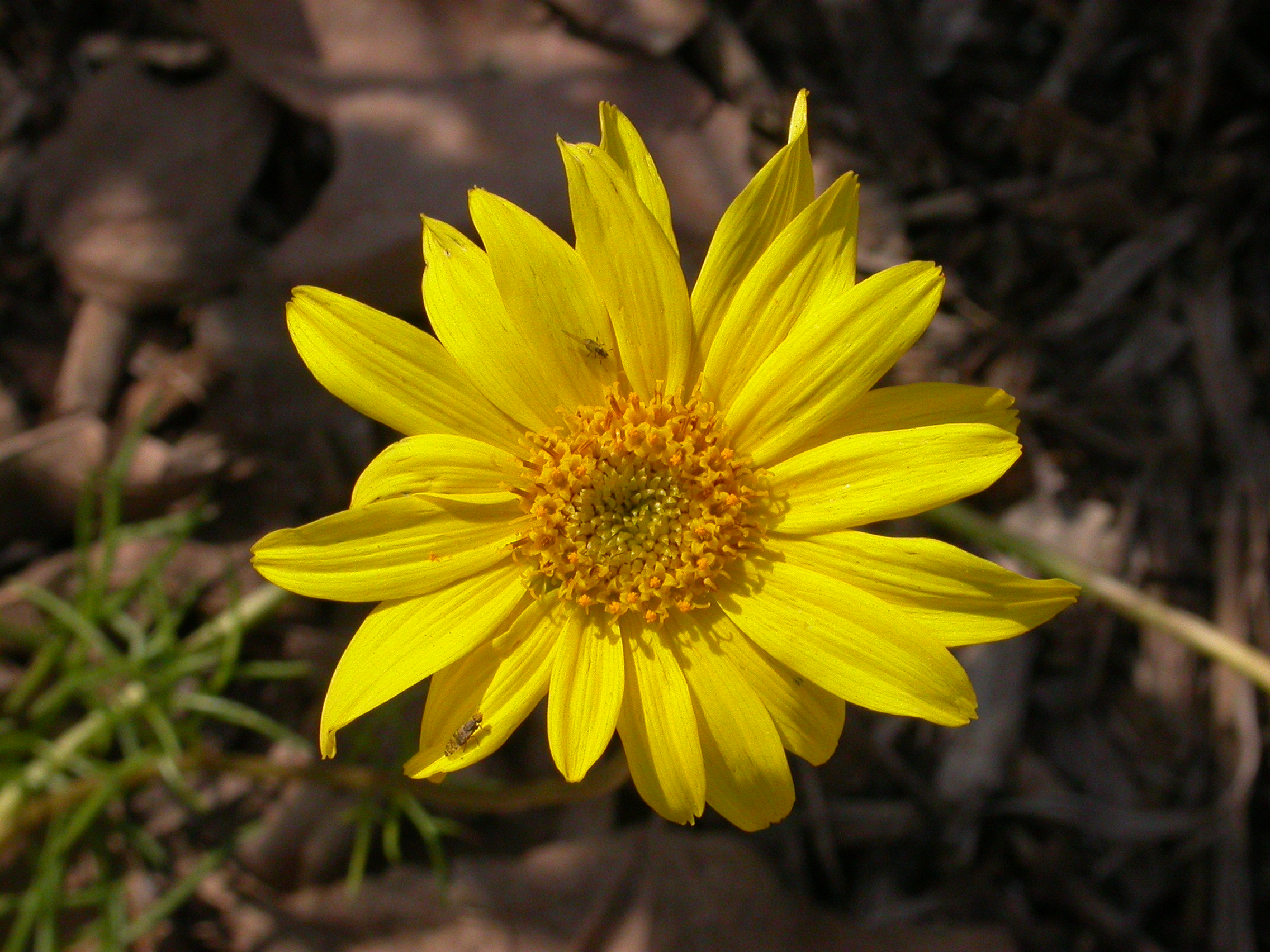
ハマベハルシャギク
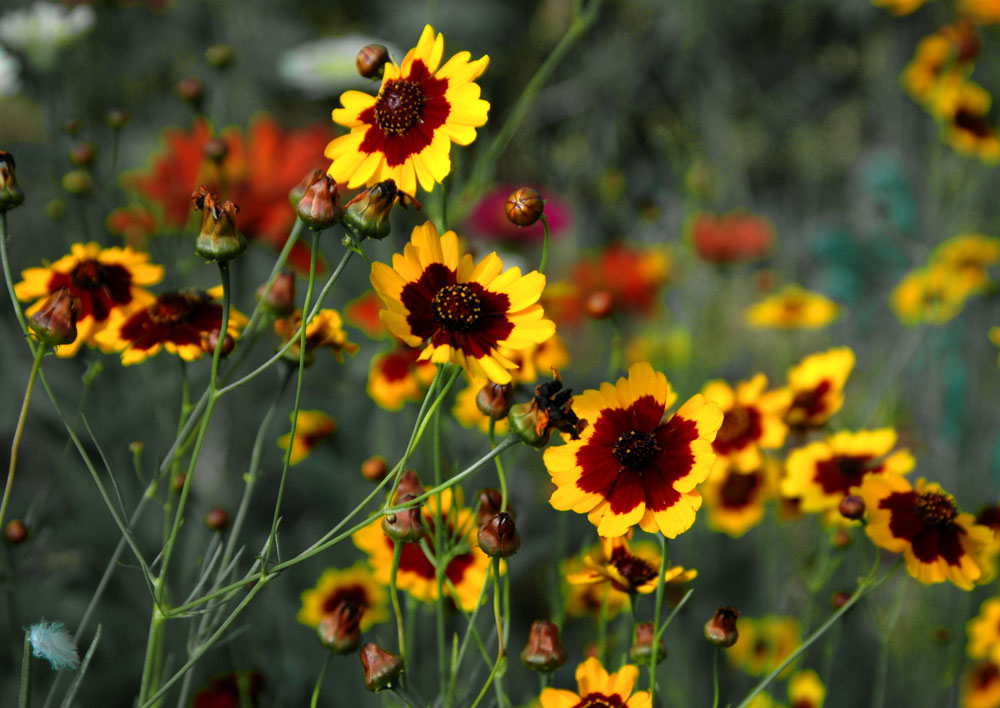
ハルシャギク
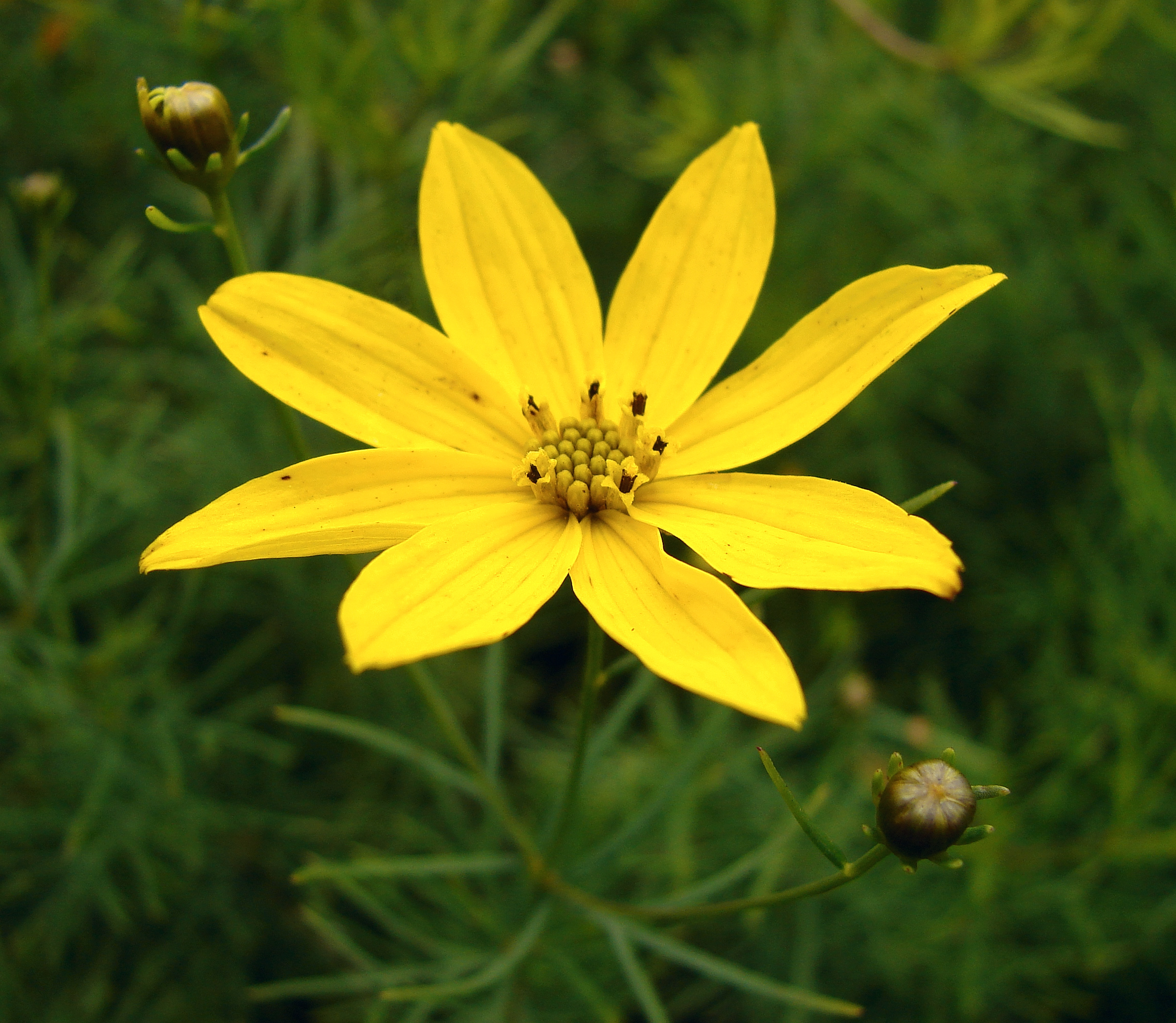
イトバハルシャギク